# Bob Dunn
Robert Lee „Bob“ Dunn (* 5. Februar 1908 in Fort Gibson, Oklahoma; † 27. Mai 1971 in Houston, Texas) war ein amerikanischer Western-Swing- und Jazzgitarrist. Dunn machte als „wahrscheinlich erster elektrisch verstärkter Steelgitarrist“ die Steelgitarre zum „essentiellen Bestandteil der Western Swing Band.“

## Leben und Wirken
Dunn, dessen Vater Fiddle spielte, interessierte sich in frühen Jahren für das Spiel der Hawaiigitarre und spielte als Jugendlicher Steelgitarre; ab 1927 tourte er mit der Tourneetruppe Panhandle Cowboys and Indians. Beeinflusst von dem Jazzposaunisten Jack Teagarden verband er fortan in seinem Spiel Jazz mit Einflüssen der Hawaiimusik und verwendete eine Horn-ähnliche Phrasierung, die der Hawaii-Stilistik der Zeit entgegengesetzt war. Kevin Coffrey beschrieb den Klang von Dunns Spiel:

„[Dunns] Ton und Phrasierung war sehr trompetenähnlich und wenn er in die höheren Register überging, klang er in Momenten frappierend, als würde Louis Armstrong auf der Steel nachgebildet; in anderen hörte er sich mehr wie ein Posaunist an.“

Im Jahr 1934 spielte Dunn mit verschiedenen lokalen Jazz- und Blues-Bands in Fort Worth. Dort lernte er Milton Brown kennen, der ihn zu einer Studiosession einlud. Darauf wurde Dunn Mitglied der Band Browns, Milton Brown and His Musical Brownies. 1935 konstruierte Dunn für seine Gibson-Gitarre einen Tonabnehmer und verwendete darauf in Browns Band als erster die elektrische Gitarre, wie in dem Country-beeinflussten Song Takin’ Off, der Browns und Dunns Erkennungsmelodie wurde, und in mehr Jazz-orientierten Nummern wie Chinatown, My Chinatown (1935), I’ll Be Glad When You’re Dead You Rascal You (1935) und Yes Sir! (1936).
In den folgenden Jahren spielte Dunn vermehrt Western Swing mit einer elektrisch verstärkten Steelgitarre. Bis zu Browns Tod im Jahr 1936 entstand eine Reihe von Plattenaufnahmen mit den Brownies. Ein Jahr später arbeitete Dunn mit Roy Newman, dann mit dem Ex-Brownie-Musiker Cliff Bruner und seiner Band, den Musical Wanderers, ferner mit Roy Newman, Buddy Jones, Leon Selph und dessen Blue Ridge Playboys (1939) sowie mit Bill Mounce and the Sons of the South. Dunn nahm in dieser Zeit mit Bruner Titel wie It Makes No Difference Now, When You’re Smiling, I Wish I Could Shimmy Like My Sister Kate und I’ll Keep on Loving You auf.
1938 gründete Dunn die Formation The Vagabonds (unter anderem mit dem Pianisten und Sänger Moon Mullican und Leo Raley, der eine elektrisch verstärkte Mandoline spielte), mit der er für Decca Records Titel wie Basin’ Street Blues, You Don’t Know My Mind und It Must Be Love (1939) aufnahm. Für Robert Palmer erinnern Bob Dunns horn-ähnliche melodische Phrasierungen an Django Reinhardt; Jeffrey J. Lange schrieb:

„Bob Dunn’s Vagabonds produzierten einige der anspruchsvollsten String-Band-Klänge der Zeit, die wenig von der Nettigkeit einer Countryband hatten. Das musikalische Zusammenspiel zwischen Mullicans bluesigen Gesang und seinem Pianospiel, Raleys verstärkten Spiel auf einer einzigen Saite und Dunns jazzigen Ausbrüchen auf der Steelgitarre schufen einen Klang, der seiner Zeit ein Jahrzehnt voraus war.“

Dunns Gruppe spielte Musik, die ein eher urbanes Publikum ansprach, eine Mischung aus Blues (Mean Mistreater), Jazz (It Must Be Love) bis zu Popmusik (Blue Skies), wobei sich die Musik der Band um 1939/40 zu einer mehr Pop-orientierten Stilistik hin entwickelte. Dunns „unorthodoxe“ Verwendung der elektrisch verstärkten Steelgitarre beeinflusste auch den jungen Gitarristen Charlie Christian.
Nach Ableistung des Militärdienstes im Zweiten Weltkrieg spielte er noch bis Ende der 1940er-Jahre in verschiedenen Bands, bevor er sich als Musiker zur Ruhe setzte und einen Musikalienladen in Houston eröffnete.
Posthum wurde Bob Dunn 1992 in die Steel Guitar Hall of Fame und in die Western Swing Hall of Fame aufgenommen. Im Jahr 2010 veröffentlichte das Label Origin Jazz Library eine Doppel-CD-Kompilation der Aufnahmen des Gitarristen mit dem Titel Western Swing Chronicles, Vol. 5: Master of the Electric Steel Guitar 1935–1950.

## Diskographische Hinweise
- Wizards of Country Guitar, Selected Sides 1935–1955 (JSP Records, ed. 2011 – Kompilation mit Aufnahmen Bob Dunns, Lefty Perkins’, Billy Briggs’ und Speedy West & Jimmy Bryant)